# Монастыршина, Валентина Никодимовна
Валенти́на Никодимовна Монасты́ршина (23 февраля 1923 года, Контырево —13 января 2004 года, Советская Гавань) — советская и российская газосварщица, депутат Верховного Совета СССР.

## Биография
Родилась 23 февраля 1923 года в селе Контырево Ермаковского района Красноярского края в семье крестьян. Русская.
Начала работать в 15 лет, позже окончила училище. С 1952 по 1983 год работала газосварщиком на Северном судоремонтном заводе (ССРЗ) в городе Советская Гавань Хабаровского края. Участвовала в работе драмкружка при Доме культуры ССРЗ. Избиралась депутатом Советско-Гаванского городского и Хабаровского краевого Советов народных депутатов. Депутат Совета Союза Верховного Совета СССР 8 созыва (1970—1974) от Хабаровского края.
Умерла 13 января 2004 году в городе Советская Гавань.

## Награды и звания
- Орден Ленина
- Орден Трудового Красного Знамени
- медаль «За доблестный труд в Великой Отечественной войне 1941-1945 гг.»
- медаль «За доблестный труд. В ознаменование 100-летия со дня рождения В. И. Ленина»
- Ветеран труда
- Почётный гражданин Советской Гавани (решением Президиума Советско-Гаванского Совета народных депутатов от 29 апреля 1991 года № 79).

## Семья
Мать — Монастыршина Дарья Андреевна. Брат Монастыршин Николай Николимович. Дочь — Монастыршина (Лопухова) Лидия Николаевна. Внуки — Татьяна, Галина, Оксана. Правнуки — Екатерина, Александр, Дарья, Тимофей

## Память
В 2015 году на доме по улице Ленина в Советской Гавани, где с 1953 по 1970 годы проживала В.П. Монастыршина, была установлена памятная доска.